# Polisskolan 6 – Går under jorden
Polisskolan 6 – Går under jorden, (originaltitel: Police Academy 6: City Under Siege) amerikansk film från 1989 och den sjätte filmen i filmserien om de klantiga poliserna i Polisskolan.

## Handling
Staden har återigen drabbats av en brottsvåg vilket upprör stadens borgmästare som kräver att polisen måste gå till botten med detta. Som lösning kallar han in den virrige rektorn Eric Lassard och den vresige polisen Thaddeus Harris för att samarbeta i jakten på brottslingarna. Fallet gäller en liga som under ledningen av den mystiske Mr. Big plundrar och sätter skräck i staden. Detta blir inte lättare då man misstänker att det finns en läcka inom poliskåren, vilket Lassard blir misstänkt för. Denna läcka kan förklara varför bovarna alltid ligger ett steg före polisen i kampen mot brottsligheten.

## Rollista (i urval)
| Bubba Smith         | – Lt. Moses Hightower        |
| David Graf          | – Sgt. Eugene Tackleberry    |
| Michael Winslow     | – Sgt. Larvell Jones         |
| Leslie Easterbrook  | – Lt. Debbie Callahan        |
| Marion Ramsey       | – Sgt. Laverne Hooks         |
| Bruce Mahler        | – Sgt. Douglas Fackler       |
| Lance Kinsey        | – Lt. Proctor                |
| G.W. Bailey         | – Capt. Thaddeus Harris      |
| Matt McCoy          | – Sgt. Nick Lassard          |
| George Gaynes       | – Cmndt. Eric Lassard        |
| George R. Robertson | – Police Commissioner Hurst  |
| Kenneth Mars        | – The Mayor / The Mastermind |
| Gerrit Graham       | – Ace                        |
| Brian Seeman        | – Flash                      |
| Darwyn Swalve       | – Ox                         |

## Trivia
- Detta är sista gången vi får se Bubba Smiths, Marion Ramseys, Bruce Mahlers, Matt McCoys och George R. Robertsons rollfigurer Hightower, Hooks, Fackler, Nick Lassard och Police Commissioner Hurst i filmserien.

- Banken som blev rånad av Wilson Heights gänget i mitten av filmen, är samma bank som användes för den stora actionsekvensen i Spider-Man 2 där Spiderman slogs mot Doktor Octopus.